# Plymouth Modell PA
Der Plymouth Modell PA war ein Mittelklasse-PKW, den Chrysler unter dem Markennamen Plymouth im Modelljahr 1931 fertigte. Die 2-türige Sparlimousine („Thrift Sedan“) kostete als billigste Variante nur 495,-- US-$, nochmals 95,-- US-$ weniger als das Business-Coupé im Vorjahr.
Der Wagen besaß weiterhin einen seitengesteuerten Vierzylinder-Reihenmotor mit 3214 cm³, dessen Leistung allerdings auf 56 bhp (41 kW) gestiegen war. Der Motor war in diesem Jahr erstmals mit Gummilagern versehen, was die Wagen deutlich leiser und komfortabler machte, sodass sie sogar mit Sechszylindern anderer Marken verglichen wurden. Neu waren auch Karosserien und Fahrgestell, besonders elegant war das ovale Heckfenster. Der Kühlergrill trug nun eine Figur auf dem Verschluss.
Zur Wahl standen viertürige Phaeton, zwei- und viertürige Limousinen, zweitürige Standard- und Roadster-Coupés, zweitürige Business- und Sport-Roadster sowie ein zweitüriges Cabriolet.
Als die Modellreihe im Februar 1932 vom „New Finer Plymouth“ Modell PB abgelöst wurde, waren 106.896 Exemplare entstanden.

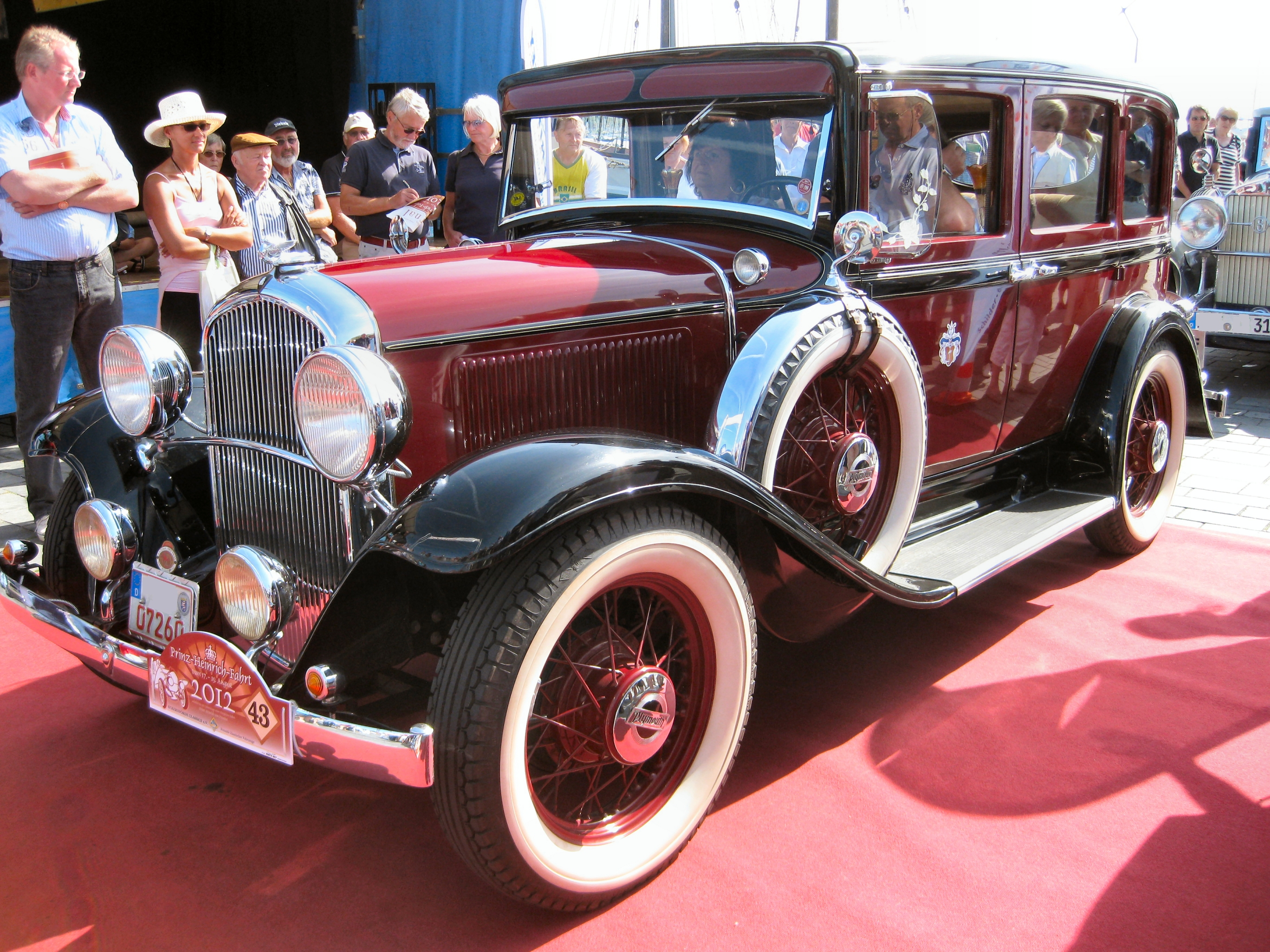
Plymouth PA Sedan 4 Door (1931)

## Quelle
- Beverly R. Kimes, Henry A. Clark: Standard Catalog of American Cars 1805–1942. Krause Publications, Iola 1985, ISBN 0-87341-045-9.

1928–1942:
30U |
PA |
PB |
PC |
PCXX |
PD |
PE |
PF |
PFXX |
PG |
PJ |
PJ |
PJ |
PT |
P1 |
P2 |
P3 |
P4 |
P5 |
P5 |
P6 |
P7 |
P8 |
P9 |
P10 |
P11 |
P11D |
P12 |
P14C |
P14S |
Q |
U |
Business |
Commercial Car |
Deluxe |
New Finer |
Roadking |
Six |
Special Deluxe |
Special Six |
Standard
1946–2001:
Acclaim |
Arrow |
Arrow Truck |
Barracuda |
Belvedere |
Breeze |
Cambridge |
Caravelle |
Champ |
Concord |
Colt |
Cranbrook |
Cricket |
Deluxe |
Duster |
Fury |
Gran Fury (Gran Fury (1975–1977) • Gran Fury (1980–1981) • Gran Fury (1982–1989))
 |
GTX |
Horizon |
Horizon TC3 |
Laser |
Neon |
Plaza |
Prowler |
Reliant |
Road Runner |
Sapporo |
Satellite |
Savoy |
Scamp |
Special Deluxe |
Sundance |
Superbird |
TC3 |
Trailduster |
Turismo |
Valiant |
VIP |
Volaré |
Voyager
Konzeptfahrzeuge:
Backpack |
Expresso |
Pronto |
Pronto Cruizer |
Pronto Spyder |
Voyager III |
XNR
Im Zeitraum von 1942 bis 1946 gab es aufgrund des Zweiten Weltkrieges nur eine eingeschränkte zivile Fahrzeugproduktion.